# Phil Mulloy
Phil Mulloy est un réalisateur de films d'animation britannique né le 29 août 1948 à Wallasey (Merseyside, Angleterre) et mort le 10 juillet 2025.

## Biographie
Phil Mulloy a étudié la peinture au Ravensbourne College (en) puis le cinéma au Royal College of Art dont il est diplômé en 1973.

## Filmographie
- 1977 : A History & The City
- 1978 : In the Forest
- 1981 : Mark Gertler: Fragments of a Biography
- 1982 : Give Us This Day
- 1986 : Through an Unknown Land
- 1990 : Tinfish
- 1991 : Possession
- 1991 : Cowboys - épisodes The Conformist, That's Nothin', Slim Pickin's, Outrage!, Murder!, High Noon
- 1991 : The Sound of Music
- 1996 : The Wind of Changes
- 1997 : The Chain
- 1998 : The Sexlife of a Chair
- 2000 : Intolerance
- 2001 : Intolerance II: The Invasion
- 2001 : Love Is Strange
- 2004 : Intolerance III: The Final Solution
- 2006 : The Christies
- 2011 : Dead but not buried
- 2012 : Goodbye Mister Christie
- 2012 : The Banker